# NGC 3285B
NGC 3285B (другие обозначения — ESO 501-18, MCG -4-25-22, AM 1032-272, IRAS10322-2723, PGC 31293) — спиральная галактика с перемычкой (SBb) в созвездии Гидра.
Этот объект не входит в число перечисленных в оригинальной редакции «Нового общего каталога» и был добавлен позднее.
Галактика NGC 3285B входит в состав группы галактик NGC 3312. Помимо NGC 3285B в группу также входят ещё 10 галактик.